# 11th Annual Honda Civic Tour
11th Annual Honda Civic Tour bylo koncertní turné, jehož hlavními hvězdami byly americké alternativní metalové skupiny Linkin Park a Incubus. Na turné je doprovázela skupina Mutemath. Turné začalo 10. srpna 2012 a skončilo 10. září 2012.
Toto turné bylo jedenáctým turné v rámci Honda Civic Tour a bylo nejkratší, čítalo pouze 17 koncertů.

## Termíny turné
| Datum          | Město             | Země | Místo konání                    |
| -------------- | ----------------- | ---- | ------------------------------- |
| 11. srpna 2012 | Bristow           | USA  | Jiffy Lube Live                 |
| 12. srpna 2012 | Uncasville        | USA  | Mohegan Sun Arena               |
| 14. srpna 2012 | Mansfield         | USA  | Comcast Center                  |
| 15. srpna 2012 | Wantagh           | USA  | Nikon at Jones Beach Theater    |
| 17. srpna 2012 | Camden            | USA  | Susquehanna Bank Center         |
| 19. srpna 2012 | Alpharetta        | USA  | Verizon Wireless Amphitheatre   |
| 21. srpna 2012 | Auburn Hills      | USA  | The Palace of Auburn Hills      |
| 22. srpna 2012 | Cincinnati        | USA  | Riverbend Music Center          |
| 24. srpna 2012 | Tinley Park       | USA  | First Midwest Bank Amphitheatre |
| 25. srpna 2012 | Noblesville       | USA  | Klipsch Music Center            |
| 27. srpna 2012 | Dallas            | USA  | Gexa Energy Pavilion            |
| 28. srpna 2012 | The Woodlands     | USA  | Cynthia Woods Mitchell Pavilion |
| 30. srpna 2012 | Greenwood Village | USA  | Comfort Dental Amphitheatre     |
| 5. září 2012   | Tacoma            | USA  | Tacoma Dome                     |
| 7. září 2012   | Mountain View     | USA  | Shoreline Amphitheatre          |
| 8. září 2012   | Carson            | USA  | The Home Depot Center           |
| 10. září 2012  | Chula Vista       | USA  | Cricket Wireless Amphitheatre   |

zdroj: